# Brent Primus
Brent Primus (Eugene, 12 de abril de 1985) é um lutador estadunidense de artes marciais mistas (MMA), ex Campeão Peso-Leve do Bellator.

## Background
Nascido e criado em Eugene, Oregon, Primus estudou na Sheldon da High School, onde jogou futebol, e com um tempo conquistou um título estadual. Mais tarde, ele começou a treinar jiu-jitsu brasileiro, tornando-se faixa preta em apenas seis anos. 

## Carreira no MMA

### Começo da carreira
Primus iniciou sua carreira profissional no MMA em setembro de 2010, derrotando Chris Ensley por finalização no primeiro round, no BKP: Springfield Throwdown 1. Em sua segunda luta profissional, Primus derrotou Roy Bradshaw por finalização no primeiro round, em 12 de maio de 2012, no Midtown Productions: Midtown Throwdown 4.

### Bellator MMA
Primus assinou com o Bellator em 2013. Ele estreou na organização em 27 de setembro de 2013, no Bellator 101, contra Scott Thometz. Primus venceu por finalização (mata-leão), aos 3:48 do primeiro round, aumentando seu cartel para 3-0.
Primus fez sua segunda luta na promoção em 22 de novembro de 2013, no Bellator 109. Ele derrotou Brett Glass por finalização (mata-leão) no primeiro round.
Em sua próxima luta, Primus enfrentou Chris Jones, no Bellator 111, em 7 de março de 2014. Primus ganhou por TKO no primeiro round, sendo esta a primeira vez que Primus venceu uma luta sem ser por mata-leão.
Após quase um ano e meio sem lutar, Primus voltou enfrentando Derek Anderson, no Bellator 141, em 28 de agosto de 2015. Ele ganhou a luta por decisão dividida.
Primus enfrentou Gleristone Santos, no Bellator 153, em 22 de abril de 2016. Ele ganhou a luta por decisão dividida.
Com uma série invicta de cinco vitórias no Bellator, Primus enfrentou o Campeão Peso-Leve do Bellator, Michael Chandler, no Bellator NYC, em 24 de junho de 2017. No início do primeiro round, Chandler machucou o tornozelo esquerdo ao defender um chute de Primus. Pouco depois, a luta foi interrompida e Primus saiu vencedor por TKO, após o médico considerar Chandler incapaz de continuar no combate.

## Championships and awards
- Bellator MMA
  - Campeão Peso-Leve do Bellator (uma vez, atual)

## Cartel no MMA
| Cartel no MMA   |             |           |
| 11 lutas        | 10 vitórias | 1 derrota |
| Por nocaute     | 2           | 0         |
| Por finalização | 6           | 0         |
| Por decisão     | 2           | 1         |
| Empates         | 0           | 0         |

| Res.    | Cartel | Oponente          | Método                               | Evento                                           | Data       | Round | Tempo | Local                    | Notas                                    |
| ------- | ------ | ----------------- | ------------------------------------ | ------------------------------------------------ | ---------- | ----- | ----- | ------------------------ | ---------------------------------------- |
| Vitória | 11-2   | Benson Henderson  | Decisão (unânime)                    | Bellator 268: Nemkov vs. Anglickas               | 16/10/2021 | 3     | 5:00  | Phoenix, Arizona         |                                          |
| Derrota | 10-2   | Islam Mamedov     | Decisão (dividida)                   | Bellator 263                                     | 31/07/2021 | 3     | 5:00  | Los Angeles, California  |                                          |
| Vitória | 10-1   | Chris Bungard     | Finalização (pressão no pescoço)     | Bellator 240                                     | 22/02/2020 | 1     | 1:55  | Dublin                   |                                          |
| Vitória | 9-1    | Tim Wilde         | Finalização (gogoplata)              | Bellator: Birmingham                             | 04/05/2019 | 1     | 1:20  | Birmingham               |                                          |
| Derrota | 8-1    | Michael Chandler  | Decisão (unânime)                    | Bellator and USO Present: Primus vs. Chandler II | 14/12/2018 | 5     | 5:00  | Honolulu, Hawaii         | Perdeu o Cinturão Peso Leve do Bellator. |
| Vitória | 8-0    | Michael Chandler  | Nocaute Técnico (interrupção médica) | Bellator NYC: Sonnen vs. Silva                   | 24/06/2017 | 1     | 2:22  | Nova Iorque, Nova Iorque | Ganhou o Cinturão Peso Leve do Bellator. |
| Vitória | 7-0    | Gleristone Santos | Decisão (dividida)                   | Bellator 153                                     | 22/04/2016 | 3     | 5:00  | Uncasville, Connecticut  |                                          |
| Vitória | 6-0    | Derek Anderson    | Decisão (dividida)                   | Bellator 141                                     | 28/08/2015 | 3     | 5:00  | Temecula, California     |                                          |
| Vitória | 5-0    | Chris Jones       | Nocaute Técnico (socos)              | Bellator 111                                     | 07/03/2014 | 1     | 1:45  | Thackerville, Oklahoma   |                                          |
| Vitória | 4-0    | Brett Glass       | Finalização (mata leão)              | Bellator 109                                     | 22/11/2013 | 1     | 3:20  | Bethlehem, Pennsylvania  |                                          |
| Vitória | 3-0    | Scott Thometz     | Finalização (mata leão)              | Bellator 101                                     | 27/09/2013 | 1     | 3:48  | Portland, Oregon         | Estreia no Bellator.                     |
| Vitória | 2-0    | Roy Bradshaw      | Finalização (mata leão)              | Midtown Productions: Midtown Throwdown 4         | 12/05/2012 | 1     | 1:42  | Eugene, Oregon           |                                          |
| Vitória | 1-0    | Chris Ensley      | Finalização (mata leão)              | BKP: Springfield Throwdown 1                     | 24/09/2010 | 1     | 1:05  | Springfield, Oregon      |                                          |